# North Beach (Maryland)
North Beach – miasto w Stanach Zjednoczonych, w stanie Maryland, w hrabstwie Calvert.